# Горицо (Удине)
Горицо је насеље у Италији у округу Удине, региону Фурланија-Јулијска крајина.
Према процени из 2011. у насељу је живело 78 становника. Насеље се налази на надморској висини од 31 м.